# Baccalà alla vicentina

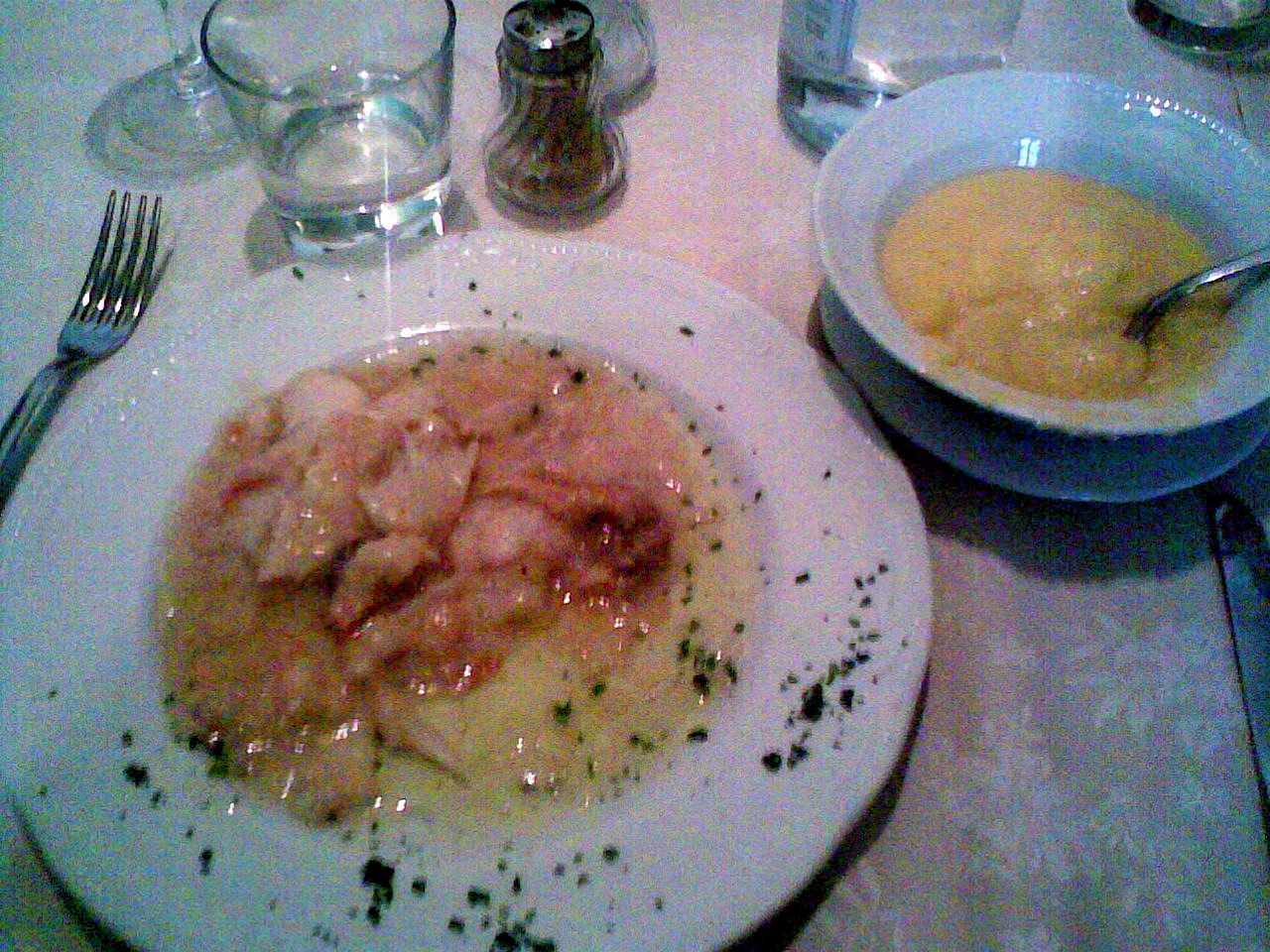
Baccalà alla vicentina accompagnato da polenta. Lo stoccafisso con cui viene preparato questo piatto venne importato in Triveneto dalle coste della Norvegia nel XV secolo da navigatori veneziani.

Il baccalà o baccalà alla vicentina (localmente Bacałà ała Vicentina) è un piatto tipico della cucina vicentina a base di stoccafisso (merluzzo essiccato).

## Storia
L'uso di essiccare il merluzzo (Gadus morhua) per conservarlo è antichissimo: vi sono documenti che attestano questa pratica nei Mari del Nord sin dai tempi di Carlo Magno (IX secolo).
Lo stoccafisso sarebbe stato introdotto nel Triveneto dai veneziani, che erano grandi navigatori e portavano in patria ogni novità.
La più diffusa versione dei fatti sostiene che nel 1432 la spedizione agli ordini del capitano veneziano Pietro Querini naufragò in Norvegia, sull'isola di Røst. Rientrando a casa, il Querini portò lo stoccafisso, che nel Triveneto è tuttora chiamato bacalà, mentre nel resto d'Italia viene chiamato baccalà il merluzzo sotto sale e stoccafisso quello secco. I veneziani videro nello stoccafisso un'allettante alternativa al pesce fresco, costoso e facilmente deperibile. Nacque allora la tradizione di consumare questo piatto secondo varie ricette, tra le quali il "bacalà alla vicentina".

## Ricetta
La ricetta è tramandata di generazione in generazione e quasi ogni famiglia utilizza una o più piccole varianti.
Il merluzzo essiccato deve essere di eccellente qualità; la migliore è considerata quella detta "Ragno" che proviene dalle Isole Lofoten in Norvegia.
Deve essere pestato, poi messo a bagno per tre giorni, in acqua più volte rinnovata, perché si reidrati e ammorbidisca, poi pulito dalle spine quindi parzialmente infarinato, condito con prezzemolo, aglio, pepe, cipolla tritata e stufata con qualche sarda salata. Lo si richiude a sandwich, lo si taglia a tranci che si dispongono in un tegame di coccio con un fondo di due dita di olio d'oliva.  Lo si irrora con altro olio e latte fresco intero e si cuoce poi a fuoco bassissimo per qualche ora. Viene servito con polenta  sia bianca sia gialla bramata, di preferenza a fette.
Per accompagnarlo sono particolarmente indicati il Tocai Rosso di Barbarano, il Vespaiolo di Breganze e il Garganego.

## Confraternità del baccalà alla vicentina
Dal 1987 esiste la "Confraternita del Bacalà", un'associazione di ristoratori e gastronomi nata a Sandrigo (pochi chilometri a Nord di Vicenza), su iniziativa, tra l'altro, dello scrittore-libraio Virgilio Scapin (1932 – 2006) che ne fu "Gran Priore", con lo scopo di promuovere questo antico piatto nel rispetto della ricetta tradizionale. Per questo motivo Sandrigo è definita la "patria del baccalà", avendo legami storici con le Isole Lofoten e organizzando una festa annuale, che dura due settimane, in onore di questo piatto a base di pesce essiccato proveniente da quelle zone.